# Shakira (album)
Shakira är ett studioalbum av den colombianska artisten Shakira. Det är Shakiras tionde album och gavs ut den 24 mars 2014.

## Låtlista
| Nr  | Titel                         | Längd |
| --- | ----------------------------- | ----- |
| 1.  | Can't Remember to Forget You  | 3:26  |
| 2.  | Empire                        | 3:59  |
| 3.  | You Don't Care About Me       | 3:41  |
| 4.  | Dare (La La La)               | 3:06  |
| 5.  | Cut Me Deep                   | 3:15  |
| 6.  | 23                            | 3:59  |
| 7.  | The One Thing                 | 3:12  |
| 8.  | Medicine                      | 3:18  |
| 9.  | Spotlight                     | 3:23  |
| 10. | Broken Record                 | 3:14  |
| 11. | Nunca Me Acuerdo de Olvidarte | 3:26  |
| 12. | Loca por Ti                   | 3:41  |